# 인도태평양혹등돌고래
인도태평양혹등돌고래(Sousa chinensis)는 참돌고래과 혹등돌고래속에 속하는 돌고래의 일종이다.

## 같이 보기
- 고래류의 종 목록